# Hemicorporectomía
En medicina (cirugía), hemicorporectomía (también llamada amputación translumbar y transección corporal) es una cirugía radical mediante la cual la mitad del cuerpo hasta la cintura es amputada, llegando hasta la vértebra lumbar. Se amputan las piernas, los genitales (internos y externos), el sistema urinario, los huesos pélvicos, el ano y el recto. Es un procedimiento de mutilación severa, recomendado solo como último recurso para pacientes con enfermedades graves y potencialmente mortales, tales como: osteomielitis, tumores, traumatismos severos y úlceras intratables, en o sobre la pelvis. Este procedimiento quirúrgico ha sido mencionado menos de una docena de veces en la literatura médica.
La nomenclatura está algo en desacuerdo a los términos anatómicos generalmente aceptados, hemi se utiliza para referirse a uno de los dos lados (por ejemplo, hemiplejia, que afecta a un brazo y una pierna de un lado del cuerpo). En ese sentido, el término paracorporectomía podría reflejar mejor la naturaleza del procedimiento.

## Historia
El desarrollo de la medicina quirúrgica se aceleró enormemente durante y después de la Segunda Guerra Mundial. Rara vez los traumas experimentados se hicieron más comunes por el nuevo armamento. Esto requiere una acción decisiva quirúrgica, así como el desarrollo de nuevas técnicas. Como B. E. Ferrara admitió en su artículo sobre la hemicorporectomía:

Las lecciones aprendidas de las lesiones en el campo de batalla aceleraron el tratamiento innovador de condiciones congénitas y adquiridas, los cirujanos idearon extensas operaciones de cáncer, incluyendo la mastectomía radical extendida, la gastrectomía radical y pancreatectomía, exenteración pélvica, la Operación comando (disección de la lengua, la mandíbula y el cuello), disección bilateral de la espalda, hemipelvectomía y la hemicorporectomía o amputación translumbar, considerado el procedimiento quirúrgico más revolucionario.

Frederick E. Kredel propuso por primera vez la operación en febrero de 1951, mientras se discutía por un documento que trataba de la exenteración pélvica. La primera hemicorporectomía fue realizada por Charles S. Kennedy en 1960, pero el paciente murió once días más tarde. J. Bradley Aust y Karel Absolon B. realizaron la primera hemicorporectomía con éxito en Minnesota en 1961.

## Indicaciones
La operación se realiza con mayor frecuencia para evitar la propagación de cánceres de médula espinal y de huesos de la pelvis. Otras razones pueden incluir traumatismos que afectan a la cintura pélvica, abscesos incontrolables o úlceras en la zona pélvica (sepsis) u otras condiciones localmente incontenibles. Se realiza en casos en los que incluso la exenteración pélvica no consigue eliminar el tejido suficiente.

## Procedimiento
El procedimiento quirúrgico a menudo se realiza en dos etapas, pero es posible llevar a cabo la cirugía en una fase. La primera etapa es la interrupción de las funciones de desecho de la colostomía (recto) y la vejiga urinaria. En la segunda etapa se lleva a cabo la amputación.

## Consideraciones
Con la eliminación de casi la mitad del sistema circulatorio, la función cardíaca debe ser monitoreada de cerca, mientras que se desarrolla una nueva puesta a punto de la presión arterial.
La eliminación de grandes partes del colon puede conducir a la pérdida de electrolitos. Del mismo modo, en las mediciones calculadas de la función renal es poco probable que se refleje la actividad real del riñón, ya que estos cálculos se desarrollaron para pacientes en los cuales el sistema circulatorio se correlaciona con el peso corporal, esta correlación se pierde en un paciente que ha sufrido una hemicorporectomía.

## Rehabilitación
Extensa fisioterapia y terapia ocupacional son necesarios para que el paciente regrese a una cierta forma de vida normal, lo que implica, inevitablemente, el uso de una silla de ruedas. El diseño de una prótesis para las partes del cuerpo amputadas es difícil, ya que en general no hay musculatura restante en la cintura pélvica (a menos que esto se haya pedido expresamente).

## Hemicorporectomía traumática
Las personas que sufren una lesión grave por bisección que es esencialmente una hemicorporectomía de facto rara vez llegan a un hospital antes de morir. Un estudio que examinó 267 casos de pacientes que sufrieron graves traumas cerrados y penetrantes, que además sufrieron una parada cardiorrespiratoria, descubrieron que solo siete sobrevivieron a largo plazo, además de que solo cuatro de los siete pudieron volver a su nivel neurológico anterior. Además de la improbabilidad estadística abrumadora de sobrevivir a una lesión (incluso en el corto plazo), es poco probable que incluso una hemicorporectomía operativa pueda tener éxito, a menos que el paciente tenga la madurez emocional y psicológica suficiente y la suficiente determinación y fuerza física para someterse a la rehabilitación intensiva.
Las salas de emergencia y los servicios de paramédicos suelen lanzar políticas que desaconsejan la reanimación de estos pacientes. El Servicio Nacional de Salud de Reino Unido en su política y procedimientos para el reconocimiento de la vida extinta describe la hemicorporectomía traumática (junto con la decapitación) como inequívocamente asociadas con la muerte, y que este tipo de lesiones deben ser consideradas incompatibles con la vida. La asociación nacional de médicos y el comité del colegio americano de cirugías y traumas, también han publicado declaraciones con posiciones similares, y políticas que permitan al personal en el lugar del siniestro determinar si los pacientes han de considerarse irresucitables.
En un caso documentado por los Archivos de Medicina de Emergencia en 1989, una mujer que sufrió una hemicorporectomía completa después de ser atropellada por un tren, llegó a un hospital en un estado plenamente consciente y estaba al tanto de la naturaleza de su lesión y deseó someterse a la cirugía. Aunque la paciente fue estabilizada inicialmente y se sometió a una cirugía de emergencia de tres horas, murió aproximadamente dos horas más tarde debido a hipovolemia, arritmia cardíaca y desequilibrio bioquímico.

## Prótesis
Después de una hemicorporectomía, los pacientes son equipados con una prótesis en forma de cubo. Los diseños de los primeros cubos a menudo presentaban problemas de presión importantes para los pacientes, pero los nuevos dispositivos han incorporado un revestimiento de goma inflable compuesto de bolsas de aire, que distribuyen uniformente los movimientos del paciente. Dos aberturas en la parte frontal del cubo crean un espacio para la bolsa de colostomía y el conducto urinario.